# 12 إنش

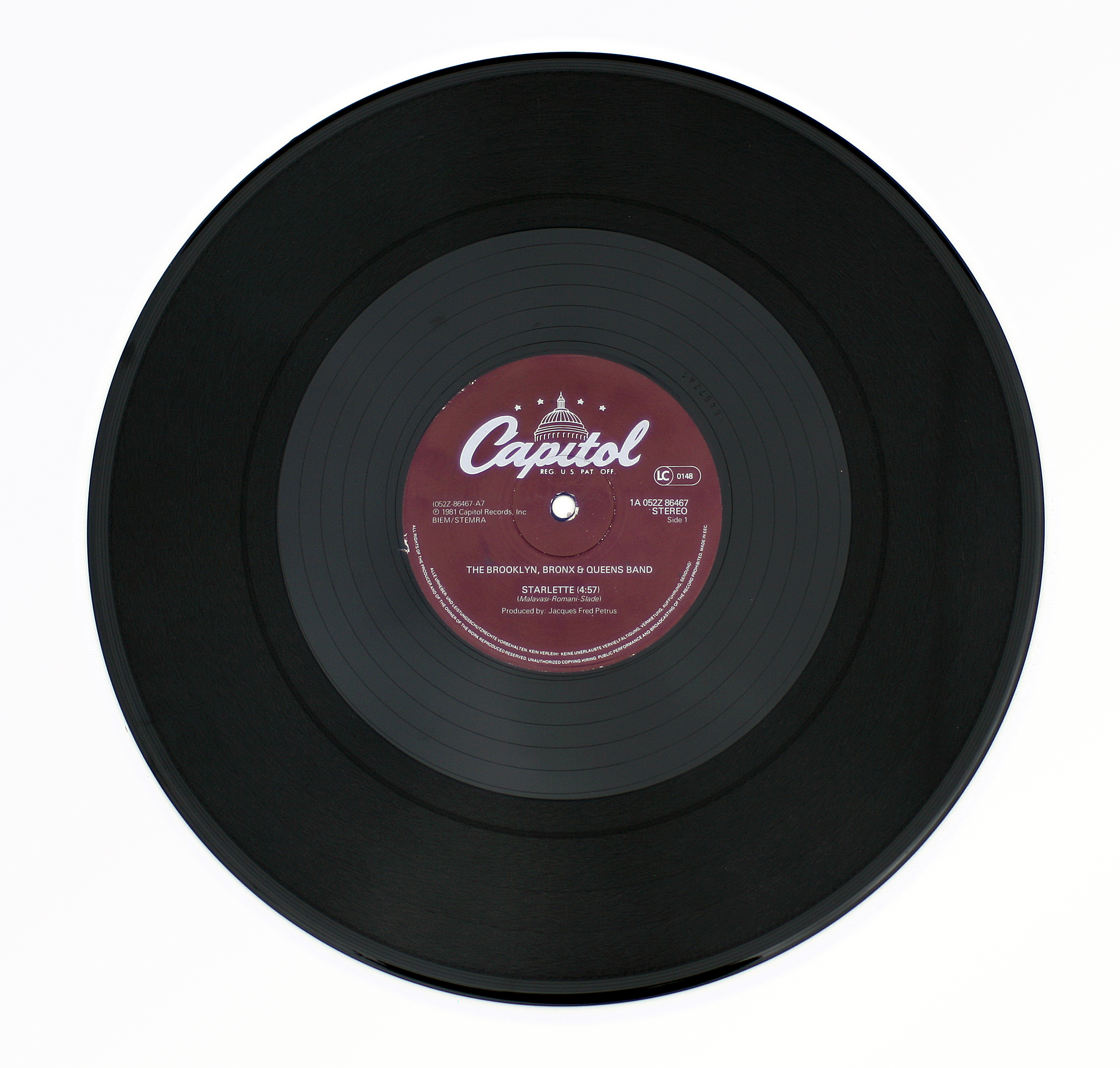
فونوغراف 12 إنش.

أغنية مفردة 12 إنش (بالإنجليزية: 12-inch single)‏ (غالبًا ما تسمى 12) وهي نوع من الأقراص الفونوغرافية التي بها تباعد أخدودي أوسع، وزمن تشغيل أقصر مقارنة بالإسطوانات النموذجية.